# Billet de 500 dollars américains
Recto
Verso
Le billet de 500 dollars (500 $) est un billet en dollars américains ayant été effectivement mis en circulation par différentes institutions financières des États-Unis. 
Bien que retirée de la circulation, la série de 1934 émise par la réserve fédérale des États-Unis a toujours cours légal.
Ce billet n'est plus imprimé depuis 1946 et a été retiré de la circulation le 14 juillet 1969.

## Séries
Il existe principalement 7 séries, comportant de nombreuses variantes :
- série 1862-1863, avec Albert Gallatin au recto ;
- série 1869, Treasury Note, recto représentant John Quincy Adams ;
- série 1870-1922, Gold certificate, avec Abraham Lincoln au recto ;
- série 1874-1880, United States Note, recto représentant Joseph Mansfield ;
- série 1878-1880, Silver Certificate, recto représentant Charles Sumner ;
- série 1918, Federal Reserve Note, avec John Marshall et sceau bleu au recto ;
- série 1928-1934, Federal Reserve Note, avec William McKinley au recto.